# Kalasaari (ö i Jyväskylä, Poronselkä)
Kalasaari är en ö i norra delen av Päijänne i Finland. Den ligger i sjön Päijänne och i kommunen Jyväskylä i den ekonomiska regionen  Jyväskylä  och landskapet Mellersta Finland, i den södra delen av landet, 230 km norr om huvudstaden Helsingfors. Öns area är 8,5 hektar och dess största längd är 0,9 kilometer i nord-sydlig riktning.